# Хоуп ван Дайн
Хо́уп ван Дайн (англ. Hope van Dyne; урождённая Пим (англ. Pym)) — персонаж медиафраншизы «Кинематографическая вселенная Marvel» (КВМ), основанный на одноимённом персонаже из Marvel Comics и известный под псевдонимом «Оса́» (англ. Wasp).
Хоуп является дочерью учёного Хэнка Пима и Джанет ван Дайн. До 2015 года, была старшим членом совета директоров компании отца — «Pym Technologies», а позже, по примеру своей пропавшей матери, надевает костюм, позволяющий уменьшаться в размерах и летать при помощи крыльев и работает вместе со Скоттом Лэнгом.
Роль Хоуп ван Дайн в КВМ исполняет канадская актриса Эванджелин Лилли. Впервые, Хоуп появляется в фильме «Человек-муравей» (2015) и в дальнейшем становится одной из второстепенных фигур в КВМ, появившись в четырёх фильмах по состоянию на 2023 год.
Альтернативные версии Хоуп из Мультивселенной появляются в первом сезоне анимационного сериала «Что, если…?» (2021), где их озвучивает Эванджелин Лилли. Во втором сезоне юную Хоуп озвучивает Мадлен Макгроу, ранее сыгравшая персонажа в фильме «Человек-муравей и Оса».
Хоуп была отмечена как первая супергероиня, ставшая заглавным персонажем в фильме КВМ, предшествуя Кэрол Дэнверс / Капитану Марвел и Наташе Романофф / Чёрной вдове.

## Концепция и создание

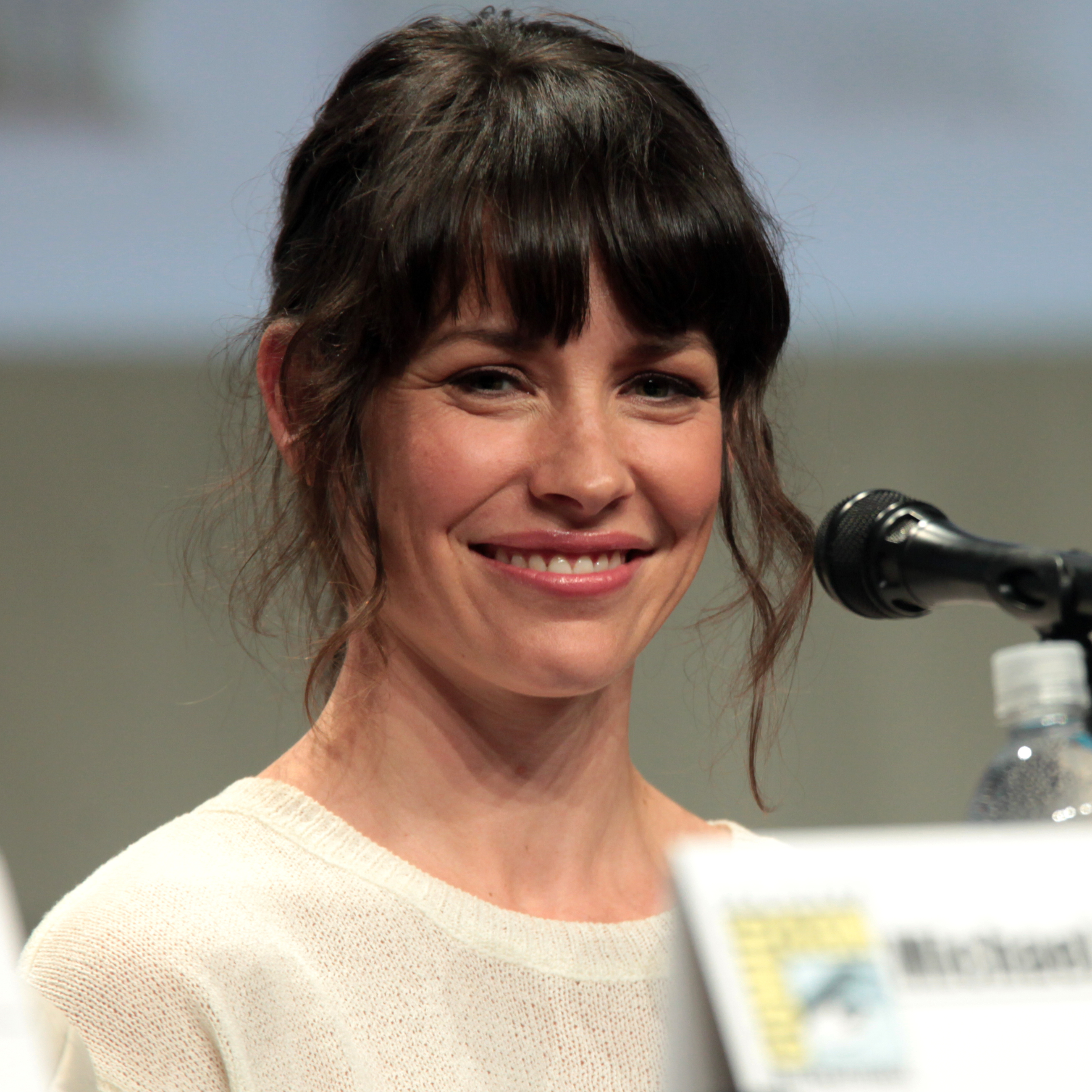
Эванджелин Лилли на San Diego Comic-Con 2014

Джосс Уидон, сценарист и режиссёр «Мстителей», изначально планировал, что Оса появится в фильме из-за потенциальных конфликтов в расписании, не позволяющих Скарлетт Йоханссон появиться в роли Наташи Романофф / Чёрной вдовы. Уидон хотел, чтобы Зоуи Дешанель сыграла Осу.
Эванджелин Лилли была выбрана на роль персонажа в 2014 году, когда Эдгар Райт должен был быть режиссёром «Человека-муравья». Когда он покинул проект в том же году и был заменён Пейтоном Ридом, Лилли не хотела брать на себя роль, пока не прочитала исправленный сценарий и не встретилась с Ридом. Актриса также предлагала свои идеи для её персонажа, что повлияло на конечный итог. Одной из важных вещей для Рида, когда он присоединился к фильму, было отметить важность как Хоуп, так и Джанет ван Дайн, учитывая, что Оса была «важной частью» в комиксах о Человеке-муравье.
В октябре 2015 года, после выхода «Человека-муравья», Marvel Studios анонсировала продолжение под названием «Человек-муравей и Оса» с запланированной датой выхода на 6 июля 2018 года. Лилли подтвердила, что вернётся к роли. Включив Осу в название фильма (первый проект КВМ, в названии которого есть женский персонаж), Рид назвал это «органичным» для обоих персонажей. Он также настаивал на том, чтобы Оса получила равную рекламу и товары по фильму. Даниэль Коста отвечала за визуальные эффекты персонажа.
В 2016 году Лилли подтвердила, что Хоуп ван Дайн появится в фильме «Мстители: Финал», и сказала, что её персонаж не был в фильме «Мстители: Война бесконечности», чтобы сохранить роль в фильме «Человек-муравей и Оса».
Лилли также повторила свою роль в вдохновлённом медиа-аттракционе КВМ «Ant-Man and the Wasp: Nano Battle!» в Гонконгском Диснейленде.
Лилли снова сыграет свою роль главного супергероя вместе со Скоттом Лэнгом в предстоящей картине «Человек-муравей и Оса: Квантомания», дата выхода которой запланирована на 2023 год. Ещё до того, как стало официально известно о её возвращении, Лилли заявила, что «Хоуп находится на середине своего пути. Я не считаю, что её путешествие хоть сколько-нибудь закончилось».

## Характеристика
Хоуп дебютирует в «Человеке-муравье» как дочь Хэнка Пима и Джанет ван Дайн; она старший член совета директоров «Pym Technologies» и помогает Даррену Кроссу стать гендиректором компании. На протяжении всего фильма развитие персонажа приближает Хоуп к становлению героем. Лилли описала её «способной, сильной и крутой», но сказала, что воспитание двумя супергероями привело к тому, что Хоуп стала «довольно испорченным человеком…», отметив её смену фамилии с отцовской на мамину. Она добавила, что «Ван Дайн в фильме пытается наладить отношения» с Пимом. Файги сказал, что Хоуп была более очевидным выбором на мантию Человека-муравья, будучи «более способной стать супергероем», чем Лэнг, и что причина, по которой она этого не делает, заключается в опыте Пима с потерей жены, а не сексизм, который, по мнению Кевина, не был бы проблемой для Хэнка в наше время. Лилли подписала контракт с Marvel на несколько фильмов.
В «Человеке-муравье и Осе» Хоуп получает костюм и мантию Осы как у своей матери. Сценаристы были рады правильно представить персонажа как Осу, показав «её сильную сторону и несправедливость, которая имеет для неё значение». Лилли чувствовала, что героиня получила «невероятное удовлетворение» от того, что стала Осой, от «чего-то, чего она ждала всю свою жизнь». Её отношения с Лэнгом более сложны, чем в первом фильме, и включают гнев по отношению к его действиям во время фильма «Первый мститель: Противостояние». Лилли считала важным, чтобы Хоуп «была чрезвычайно чутким и сострадательным человеком» и «всегда стремилась к тому, чтобы женские качества проявлялись, когда нужно». В своих боевых сценах Лилли хотела отойти от более мужественного стиля смешанных единоборств, которым она научилась в первом фильме, отметив, что Хоуп двигается не так, как мужчина, поэтому её бои должны быть «элегантными, грациозными и женственными» и с «фирменным стилем», дабы юные девушки могли наслаждаться персонажем и подражать ей. Лилли работала со сценаристами, чтобы представить Хоуп как «современную женщину», не делая её стереотипом материнской фигуры. Мадлен Макгроу играет юную Хоуп ван Дайн.

## Связь с комиксами

### Предшественники
Оса впервые появилась в американском комиксе «Tales to Astonish» #44 как Джанет ван Дайн, напарница Генри «Хэнка» Пима, желающая отомстить за смерть своего отца, учёного Вернона ван Дайн. Была одним из основателей Мстителей и дала такое название команде. Однако в КВМ Джанет и Хэнк — скорее, второстепенные персонажи. Она мать Хоуп и первая Оса. Хоуп ван Дайн более слабо связана с концепцией Хоуп Пим, похожего персонажа, которая является дочерью Хэнка Пима и Джанет ван Дайн в комиксах. Она суперзлодейка по прозвищу Красная королева в Marvel Comics 2. Несмотря на одинаковое имя и одних и тех же родителей, они сильно отличаются друг от друга. Хоуп Пим была создана Томом Дефалко и Роном Френцем и впервые появилась в «A-Next» #7.

### Надя ван Дайн
Надя ван Дайн с Земли-616 была вдохновлена Хоуп. Она дочь Хэнка Пима, но у неё другая мать. Она также становится Осой в комиксах. Её имя сокращено от Надежды (англ. Hope).

## Биография персонажа
В детстве Хоуп ван Дайн отдалилась от своего отца, Хэнка Пима, после того, как он скрыл обстоятельства исчезновения её матери, Джанет ван Дайн. Она берёт девичью фамилию матери и, будучи членом совета директоров компании отца — «Pym Technologies», даёт решающий голос в отстранении Хэнка от должности генерального директора.

### Знакомство со Скоттом Лэнгом
В 2015 году, Хоуп, обращается к нему за помощью, чтобы помешать новому генеральному директору компании Даррену Кроссу, воспроизвести технологию уменьшения с помощью костюма Жёлтого шершня, который тот планирует массово производить в качестве военной техники. Пим вербует осуждённого вора-инженера Скотта Лэнга, чтобы он стал новым Человеком-муравьём и украл костюм Кросса. Хоуп выступает против выбора Лэнга, ибо считает себя лучшей кандидатурой. Однако она неохотно обучает Скотта пользованию костюмом Человека-муравья и управлению муравьями. Хоуп примиряется со своим отцом после того, как он рассказывает, что её мать, Оса, уменьшилась и оказалась запертой в субатомном квантовом мире во время миссии организации «Щ.И.Т.». После успешной помощи Лэнгу в срыве планов Кросса Пим показывает Хоуп новый прототип костюма Осы и предлагает его ей.

### Спасение матери и Битва за Землю
В 2018 году, Хоуп Ван Дайн и Пим скрываются из-за действий Лэнга в 2016 году и не поддерживают с ним связь. Однако они обращаются к нему за помощью после того, как обнаруживают способ вернуть Джанет из квантового мира через самого Лэнга, постоянно видевшего сны с Джанет. Ван Дайн и Лэнг объединяются как «Человек-муравей» и «Оса» и возобновляют свои отношения. Они пытаются помешать торговцу с чёрного рынка, Сонни Берчу, Эйве Старр (Призраку) и Биллу Фостеру заполучить их квантовую технологию, которые хотят использовать её, чтобы вылечить Старр от её смертельной молекулярной нестабильности.
После того, как Пим возвращает Джанет из квантового мира, они вместе с Хоуп и Лэнгом планируют вылечить Старр от её нестабильности. Ван Дайн и её родители помещают Скотта в квантовый мир для сбора частиц для Старр, однако, будучи готовыми вернуть Скотта, они распадаются из-за щелчка Таноса, и Лэнг оказывается в ловушке в квантовом мире на пять лет. В 2023 году Ван Дайн возвращается к жизни и участвует в битве за Землю против Таноса из прошлого. После поражения последнего, она вместе со своими восстановленными родителями и Лэнгом посещает похороны Тони Старка, пожертвовавшего своей жизнью ради спасения Вселенной, а затем проводит время со Скоттом и его дочерью дома.

### Встреча с Кангом
В 2025 году Хоуп ван Дайн попадает в квантовый мир вместе с родителями, Скоттом Лэнгом и его дочерью Кэсси, где они сталкиваются с Кангом Завоевателем.

## Альтернативные версии
Хоуп ван Дайн, озвученная Эванджелин Лилли появляется в первом сезоне анимационного сериала «Disney+» «Что, если…?» (2021) в одной альтернативной версии самого себя, а также в качестве упоминания:

### Гибель в Одессе
В альтернативной временной линии 2009 года Ник Фьюри вербует Хоуп в организацию «Щ.И.Т.» и отправляет её на миссию в Одессу (Украина), в которой она погибает. На фоне этого, Хэнк Пим сходит с ума, и начинает мстить Фьюри, убивая потенциальных кандидатов инициативы «Мстители».

### Зомби-апокалипсис
В альтернативной временной линии 2018 года, Хэнк Пим заражается квантовым вирусом от Джанет в квантовом мире, и по возвращении в обычный мир, Хэнк нападает на Хоуп, однако ей удаётся сбежать, в то время как Скотту Лэнгу не удаётся. Позже, она становится одной из выживших на Земле и спасает Брюса Бэннера от зомбированных Тони Старка, Стивена Стрэнджа, Эбенового Зоба и Кулла Обсидиана, направив на них плотоядных муравьев. Покидая свою базу в Нью-Йорке и направляясь в лагерь «Лихай», Хоуп убивает заражённую Шэрон Картер, однако заражается вирусом. Через некоторое время, Хоуп становится гигантом и жертвует собой, переводя выживших через толпы заражённых, и завершив переход, умирает от вируса. Однако затем, когда Т’Чалла, Лэнг и Питер Паркер спасаются с лагеря, заражённая Хоуп хватает квинджет, однако герои вырывают корабль из хватки Хоуп и улетают в Ваканду.

### Помощь Питеру Квиллу
В альтернативной временной линии 1988 года Йонду, похитив Питера Квилла, не оставляет его себе, а отвозит его отцу — Целестиалу Эго. Получив от отца силы, Питер вторгается на Землю. Руководство организации «Щ.И.Т.» создают для борьбы с ним команду, куда входит и Хэнк Пим. Он берёт с собой Хоуп на базу «Щ.И.Т.». После поимки Квилла Хоуп, слушая плеер и использую украденную у отца карточку, случайно приходит к его камере. После общения она освобождает его с помощью частиц Пима и позволяет уйти.

### Участие в команде «Мстители»
В альтернативной временной линии, где Пегги Картер получила сыворотку суперсолдата, Хоуп становится Осой уже к 2012 году и в составе команды «Мстители» сражается против Читаури во время их вторжения в Нью-Йорк.

## В других медиа
С момента своего дебюта в КВМ она появляется также как Оса в других медиа, основанных на комиксах Marvel. Она появлялась в следующих мультсериалах: «Человек-муравей» (озвучила Мелисса Рауш), «Мстители, общий сбор!» (озвучила Кэри Уолгрен) и «Marvel Super Hero Adventures» (озвучила Марли Коллинз).
Она также появляется в нескольких видеоиграх Marvel Games как Оса: Marvel Puzzle Quest, Lego Marvel’s Avengers, LEGO Marvel Super Heroes 2, Marvel: Contest of Champions, Marvel: Future Fight, Marvel Avengers Academy и Marvel Strike Force.

## Реакция

### Отзывы и критика
Кристи Пучко считает, что в «Человеке-муравье и Осе» развитие персонажа было сильнее, нежели чем в первой картине, где Хоуп была второстепенным персонажем. Она отмечает, что актриса «излучает хладнокровную уверенность, которая делает её Осу динамичной даже без остроты и ярких костюмов».
Амелия Рейн Ким из Screen Rant акцентировала внимание на том, Хоуп — первый женский персонаж, чьё имя используется в названии фильма КВМ. Она писала, что «превращение Хоуп ван Дайн в Осу не только имело смысл для повествования, но и мешало ей быть просто второстепенным персонажем или любовным интересом».
В анализе романтического интереса Питера Паркера, Эм-Джей, Хоуп ван Дайн упоминается как один из многих примеров сильного женского образа.

### Награды и номинации
| Год  | Фильм                   | Награда              | Категория                        | Результат | Прим.  |
| ---- | ----------------------- | -------------------- | -------------------------------- | --------- | ------ |
| 2015 | «Человек-муравей»       | «Teen Choice Awards» | Лучшая кинозвезда лета: женщина  | Номинация | [ 35 ] |
| 2016 | «Человек-муравей»       | «Сатурн»             | Лучшая киноактриса второго плана | Номинация | [ 36 ] |
| 2019 | «Человек-муравей и Оса» | «Teen Choice Awards» | Лучшая актриса боевиков          | Номинация | [ 37 ] |

## Комментарии
1. ↑  События фильма «Первый мститель: Противостояние» (2016)
2. ↑  В «Священной линии времени», на эту миссию была отправлена Наташа Романофф, однако она выживает, в отличие от Хоуп.